# Maisons à la flèche
Les maisons à la flèche de Marioupol sont deux bâtiments jumeaux classés de Marioupol en Ukraine.
Ils se situent au cœur de la ville et furent achevés en 1954 par Lev Yanovitsky. Construits dans le style stalinien, les bâtiments ont une vue sur la mer d'Azov. Situées au 48 et 35 de la rue Kouïndji.

## En images

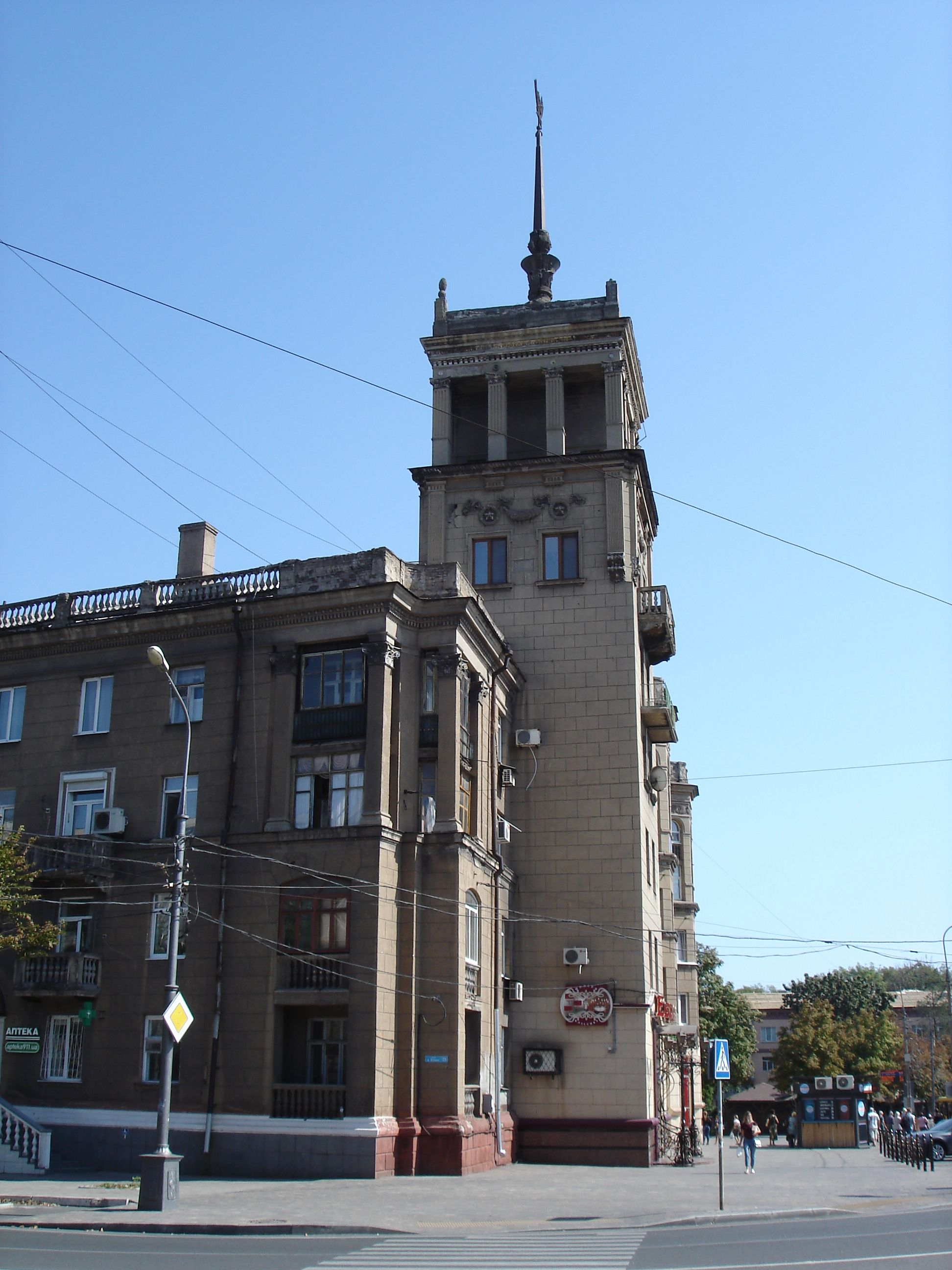
Au 35
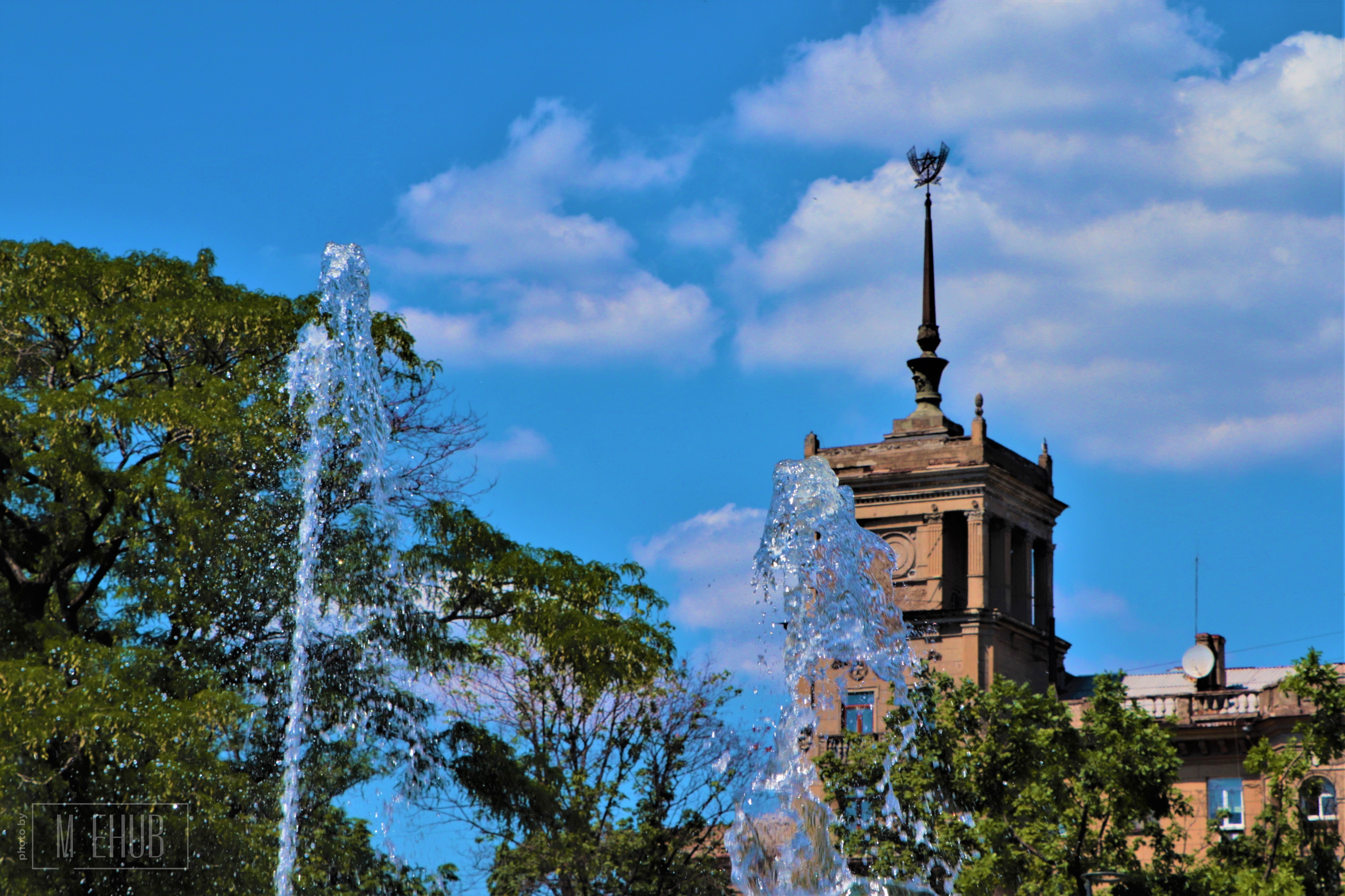
la flèche
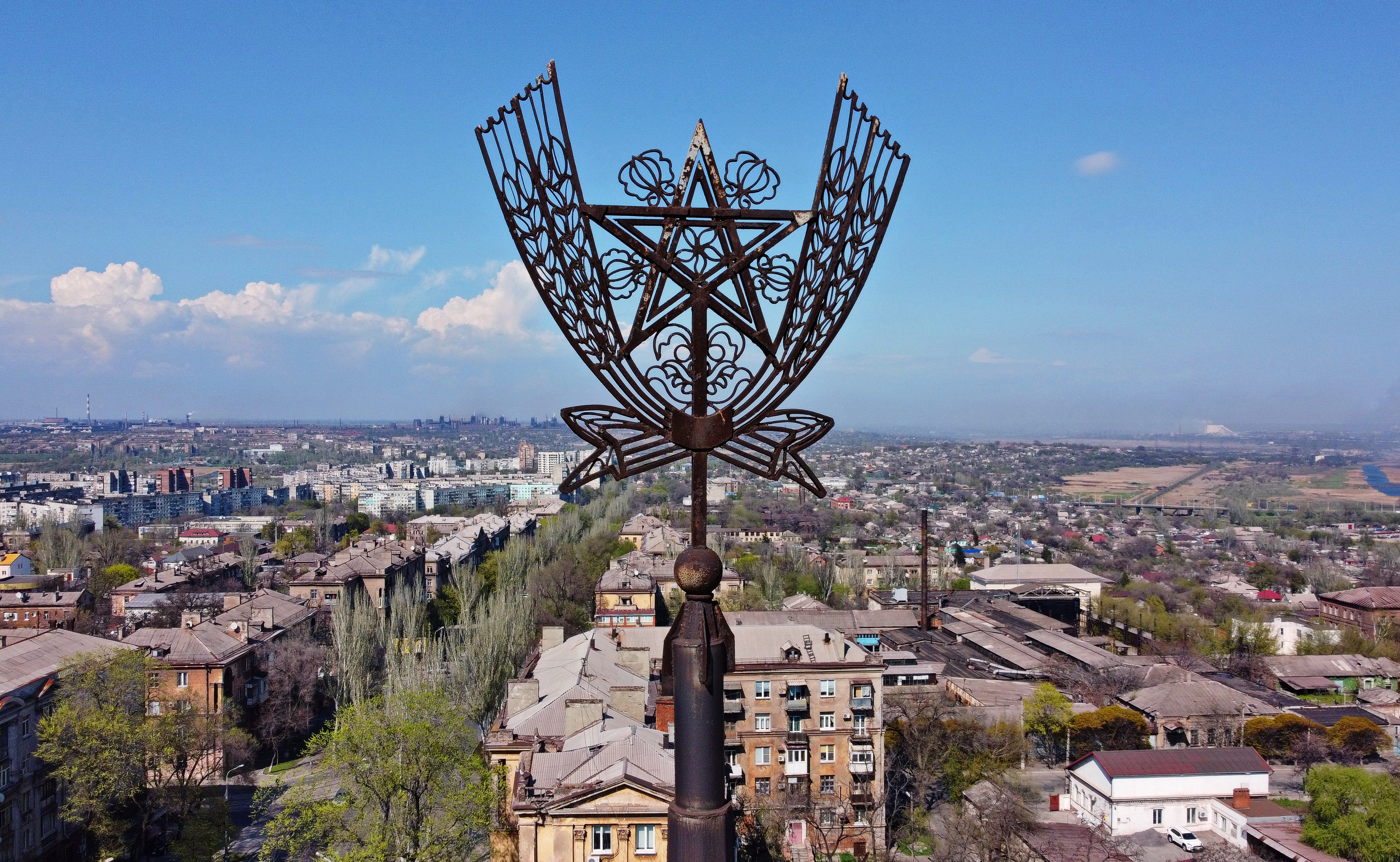
et son étoile
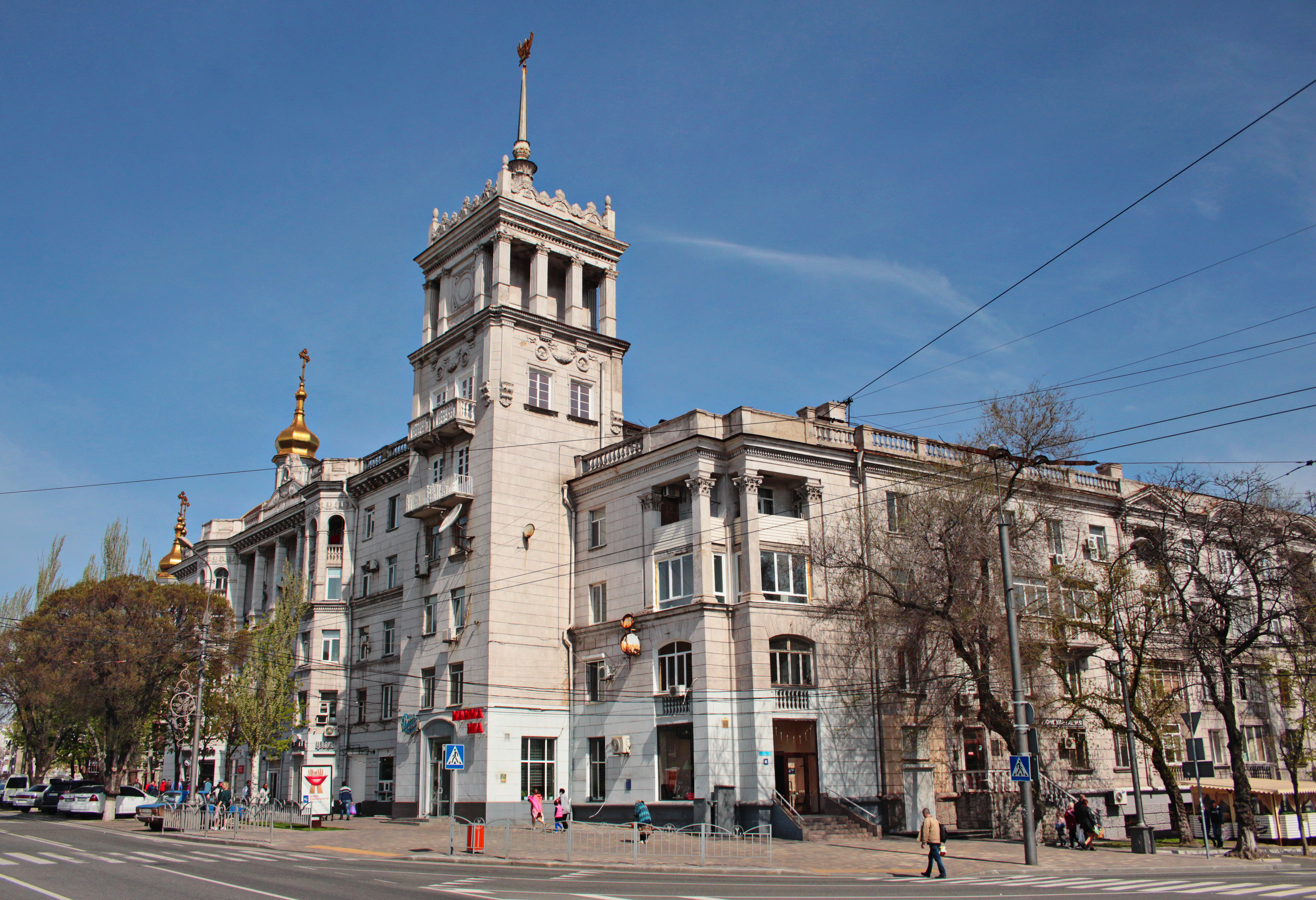
et le 48.